# Zamek Hollenfels

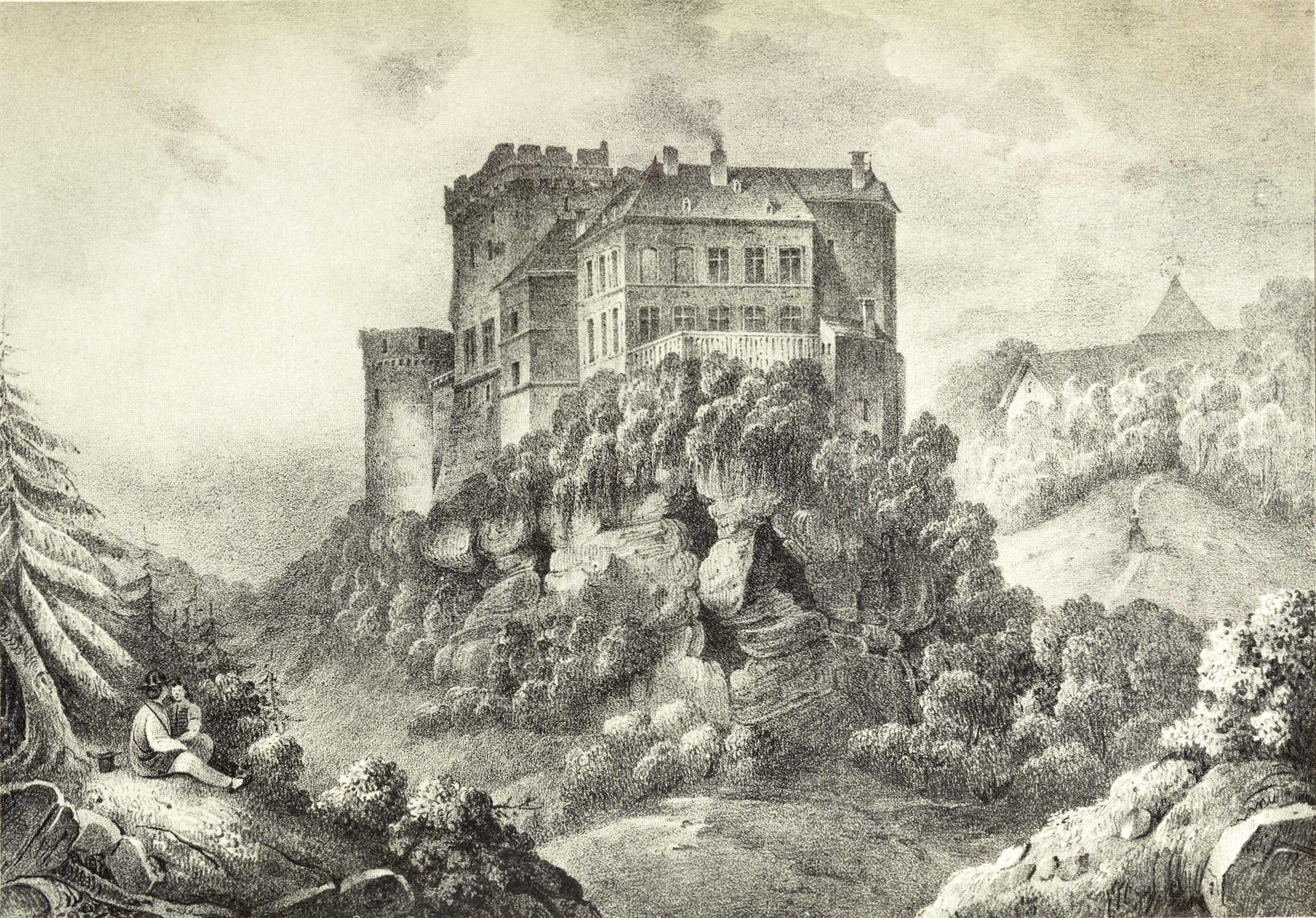
Widok na zamek Hollenfels, Nicolas Liez (1809–1892), rysunek, ok. 1834

Zamek Hollenfels (luks. Buerg Huelmes, fr. Château de Hollenfels, niem. Burg Hollenfels) – zamek we wsi Hollenfels w środkowym Luksemburgu; jeden z siedmiu zamków w „dolinie siedmiu zamków”.

## Położenie
Zamek znajduje się we wsi Hollenfels w środkowym Luksemburgu. Wznosi się na skalnej półce (60 × 35 m) na wysokości 315 m n.p.m. i ok. 80 m nad doliną rzeki Eisch (luks. Äisch). W skale znajduje się jaskinia (niem. Höhle), stąd nazwa zamku Hollenfels.

## Historia
W X w. znajdował się tu zamek Heimansiburud.
Pierwsze wzmianki o Hollenfels pochodzą z XII w. Hollenfels należał do rodziny von Holfels, która w 1380 roku rozpoczęła budowę zamku, z którego do dziś ostał się donżon. Na przestrzeni 2 wieków zamek był zamieszkany przez dwie rodziny: von Holfels i von Elter. Siostry bezpotomnie zmarłych ostatnich męskich przedstawicieli rodów von Holfels i von Eltern mieszkały wraz ze swoimi rodzinami na zamku do 1599 roku. Własność została rozproszona między wiele rodzin, m.in. Beumburg, Raville, Greifenklau, von Ippenborn.
W latach 1599–1616 udziały w Hollenfels skupił Sebastian von Thynner, który wraz z żoną zamieszkał na zamku. Około 1600 roku von Thynner zbudował w dolinie piec do produkcji żelaza. Po 1629 roku założył w Hollenfels szkołę i jej najlepszym uczniom finansował dalszą edukację. Von Thynner zmarł bezpotomnie, a zamek przeszedł w ręce rodziny de Brouckhoven.
W 1683 roku Hollenfels został zajęty przez Ludwika XIV, następnie odbity przez wojska hiszpańskie, by zostać ponownie zdobytym przez wojska francuskie. Podczas działań wojennych został zbombardowany, po czym odbudowany. Jego średniowieczny donżon nie został odpowiednio zabezpieczony i uległ zniszczeniu na przestrzeni wieków. Pod koniec XVII w. zamek przeszedł w ręce rodziny de Brias i w 1729 roku został rozbudowany. W 1818 roku majątek Hollenfels zakupił prawnik Thorn, jednak zamek od 1820 roku pozostawał niezamieszkany.
W 1850 roku wyburzono wieże i budynki na dziedzińcu wewnętrznym. W 1885 roku część zamku strawił pożar. W 1920 roku zamek przeszedł w ręce Charles’a van den Polla, który rok później odrestaurował obiekt.
W latach 1940–1945 zamek służył jako ośrodek szkoleniowy dla młodych dziewcząt z nazistowskiej organizacji Bund Deutscher Mädel. W latach 1945–1948 przebywali tu rosyjscy jeńcy wojenni i robotnicy przymusowi czekający na powrót do domu.
W 1948 roku w zamku otwarto schronisko młodzieżowe, a w 1975 roku młodzieżowy ośrodek ekologii.
W 1952 roku rozpoczęto prace konserwacyjne donżonu – wieżę zabezpieczono betonem, co jednak nie przyniosło poprawy. Wilgoć rozprzestrzeniła się na gotyckie sklepienia drugiego piętra i na początku lat 70. XX w. władze zdecydowały o pokryciu wieży dachem. Wnętrza odremontowano i przystosowano dla działalności schroniska i ośrodka młodzieżowego.
Hollenfels jest jednym z siedmiu zamków w „dolinie siedmiu zamków” – w dolinie rzeki Eisch.

## Architektura
Współcześnie zamek obejmuje średniowieczny donżon, część rezydencyjną i wieżę z przylegającym do niej murem obronnym. Donżon (14 × 12,5 m), przykryty dachem o wysokości 16 m, wznosi się na wysokość 39 m. Do zamku prowadzi most przerzucony nad fosą.